# Manuel Siles Artés
Manuel Siles Artés (Santa Fe de Mondújar, Almería, 9 de enero de 1921 - 28 de mayo de 1984) fue un escritor español.

## Biografía
Manuel Siles Artés nació en Santa Fe de Mondújar (Almería) en 1921. Pasó parte de su infancia y juventud en Garrucha (Almería), donde su padre ejercía la profesión de maestro nacional. Cursó el bachillerato en el Instituto creado por la II República en Cuevas del Almanzora. En 1938 fue movilizado para la Guerra Civil. Finalizada esta se hizo maestro y enseñó en escuelas de Almería, Villaricos (Cuevas del Almanzora) y Madrid. También estudió Filosofía y Letras (Pedagogía) en Granada y Madrid, donde murió en 1984.
De la producción literaria de Manuel Siles, sólo tres obras fueron editadas en vida del autor: Amor prohibido, Tentación y La bestia. Posteriormente aparecieron Clase piloto A, El gran triúnfo de Marcos Calderón, Alitur, El desierto y Las cuevas del cementerio. Su estilo literario es muy personal, recortado y de pocas palabras. En unas pocas líneas hace descripciones brillantes o nos mete de lleno en la trama de la narración.
Para darse a conocer Manuel Siles se presentó a distintos concursos literarios. Fue finalista en el Premio Nadal en los años 1961, 1962, 1963 y 1964, con las novelas El monstruo sagrado, Hombre 22, En la arena y Una línea que no se puede tocar, respectivamente. Con su novela Poli, ganó el Premio Guipúzcoa de Novela Corta de 1968.
En las novelas de Manuel Siles, los protagonistas se enfrentan al drama de la vida y la muerte, en el contexto de una sociedad pacata y autocomplaciente, de la que el autor es siempre severo crítico. Manuel Siles fue un vanguardista de las técnicas narrativas de su época. En Hombre 22 sobresale su dominio del objetivismo, mientras que en La bestia (primera edición en Aguilar, colección Nova Navis) empleó a fondo el monólogo interior, presente también en Tiempo de Silencio de Luis Martín Santos, coincidiendo ambas novelas en el año de publicación, 1962. Seduce del estilo de Manuel Siles una sobriedad elocutiva, precisa, con un colorido empapado de poesía, notablemente en las descripciones. Su sintaxis se fue alambicando a lo largo de su extensa obra, llegando a un raro virtuosismo en su ya tardío relato Alitur. Un caso aparte es el de su novela de ambiente marinero andaluz, En la arena, finalista del Premio Nadal (1963), originariamente escrita en transcripción literal del lenguaje andaluz. Desgraciadamente no ha sido posible encontrar hasta el momento el manuscrito original, aunque sí se conserva una versión ortográficamente normal que hizo posteriormente.

## Obras publicadas
- Amor prohibido. Primera edición (1955). Segunda edición (1985).
- Tentación (1956).
- La bestia. Primera edición (1962). Segunda edición (1984).
- Clase piloto A (1986).
- El gran triunfo de Marcos Calderón (1986).
- Alitur (1990).
- El desierto (2002).
- Las cuevas del cementerio (2006).

## Algunas obras inéditas
- El gran lama (1965).
- La nueva vida de Adán (1965).
- Almería (1967).
- Poli (1968).
- El gran tinglado (1970).
- El regreso (1970).
- Traslado (1970).
- Horas muertas (1972).
- Elefante (1973).
- En el parque (1974).
- Minotauro (1975).
- Baigar (1976).
- Las arañas (1977).
- Los sacos de Marzo (1978).
- Historias de un joven inmoral (1978).
- Crónicas de Garrucha (1982).

## Donación de la obra literaria de Manuel Siles
En 2012, la familia de Manuel Siles firma un acuerdo de donación con la Universidad de Almería, por el que se trasladan a la Biblioteca Nicolás Salmerón de esta Universidad toda la obra literaria del escritor. Esta constituye ahora un fondo custodiado por la Universidad de Almería.

## Sobre Manuel Siles
- Rafael Vázquez Zamora, "La gran ronda de las novelas del Nadal", en Destino, 1327, 15-19, (1963).
- Rafael Vázquez Zamora, "Los primeros veinte años del Nadal", en Destino, 1397, 22-27, (1964).
- Rafael Vázquez Zamora, "El esfuerzo y la esperanza", en Destino, 1431, 27-29, (1965).
- Joaquín Benito de Lucas, "Prólogo a la novela Clase piloto A", en Clase piloto A. Editada por Guadalupe Lucas. Madrid, (1984).
- Pedro M. Domene, "Manuel Siles Artés, un novelísta perdido", en Ideal, 11-13, (1987).
- Pedro M. Domene, "Alitur, retorno a la Guerra Civil", en Ideal, 34, (1990).
- Alberto F. Cerdera. "Manuel Siles. La voz olvidada", en "Novapolis" Año 8, número 86, diciembre de 2012-enero de 2013, págs. 30-31. http://www.novapolis.es/index.php/hemeroteca